# John Hatfield
John Gatenby Hatfield (Great Ayton, North Yorkshire, 15 d'agost de 1893 – Middlesbrough, 30 de març de 1965) va ser un nedador i waterpolista anglès que va competir a durant el primer quart del segle xx. Durant la seva carrera esportiva guanyà tres medalles olímpics i aconseguí 42 campionats nacionals. Cap altra nedador aconseguí tants títols i rècords mundials fins a l'arribada de Johnny Weissmuller.
El 1912 va prendre part en els Jocs Olímpics d'Estocolm, on disputà tres proves del programa de natació. En les proves dels 400 i els 1.500 metres lliures guanyà una medalla de plata, en finalitzar la cursa, en ambdós casos, rere el canadenc George Hodgson. En els relleus 4x200 metres lliures, formant equip amb Thomas Battersby, William Foster i Henry Taylor.
Entre 1914 i 1914 Hatfield va guanyar deu campionats anglesos i va millorar cinc rècords mundials amb el llavors revolucionari mètode trudgen, una variant de crol.
L'esclat de la Primera Guerra Mundial va significar l'aturada de totes les competicions esportives. Hatfield passà quatre anys a les trinxeres de França com a membre de la Royal Artillery.
En finalitzar la guerra Hatfield va continuar la seva carrera esportiva, i va participar en tres edicions més dels Jocs Olímpics, però sense aconseguir cap altra medalla. El 1920, a Anvers, fou eliminat en sèries dels 400 i els 1.500 metres lliures. El 1924, a París, fou cinquè en els 400 metres lliures i quart en els 1.500, mentre el 1928, a Amsterdam, quedà eliminat en sèries dels 400 metres lliures i fou quart en la competició de waterpolo. El 1930 fou el capità de l'equip anglès als Jocs de la Commonwealth.
El 1984 va ser inclòs a l'International Swimming Hall of Fame.